# Komarówka Podlaska
Komarówka Podlaska – wieś w Polsce położona w województwie lubelskim, w powiecie radzyńskim, siedziba gminy Komarówka Podlaska.
| SIMC    | Nazwa          | Rodzaj    |
| ------- | -------------- | --------- |
| 1024557 | Nowa Komarówka | część wsi |

Wieś stanowi sołectwo gminy Komarówka Podlaska. Według Narodowego Spisu Powszechnego z roku 2011 wieś liczyła 1187 mieszkańców.
W Komarówce ma także swoją siedzibę dekanat Komarówka Podlaska oraz należąca do niego parafia pw. Najświętszego Serca Pana Jezusa.
Miejscowość była przejściowo siedzibą gminy Żelizna. W latach 1954–1972 wieś należała i była siedzibą władz gromady Komarówka Podlaska. W latach 1975–1998 miejscowość administracyjnie należała do województwa bialskopodlaskiego. Przez wieś przebiega Droga wojewódzka nr 813, stanowi sołectwo gminy Komarówka Podlaska.
Prawa miejskie od 1662 do 26.02.1822.

## Historia
Miejscowość założona została w 1672 roku przez Jana Kazimierza Kierdeja, marszałka grodzieńskiego oraz starostę przewalskiego i filipowskiego, jako tzw. miasto prywatne. W dokumencie z dnia 16 kwietnia 1672 r. ówczesny właściciel miasta zezwolił na odbywanie dwóch jarmarków oraz targów, określił sądowe kompetencje wójta, zezwalające jednocześnie na apelacje od jego wyroków do sądu dziedzica, a także zobowiązał mieszczan do wybudowania ratusza oraz studni. Zgodził się również by mieszkańcy Komarówki wyrabiali gorzałkę, miody i piwo na własne potrzeby. W przypadku sprzedaży tychże mieli wnosić opłaty po 50 gr od waru. Jan Kazimierz Kierdej zezwolił również na swobodny połów ryb w pobliskim jeziorze. W zamian za wymienione wolności, mieszkańcy mieli płacić po dziesięcioletnim okresie podatek w wysokości wynoszącej 1 gr od placu większego (o powierzchni 37 prętów) oraz oddawać na rzecz dziedzica po dwie kury rocznie. Dziedzic zadbał również o estetykę nakazując „dla ozdoby i bezpieczeństwa” otoczenie miasteczka rowem i wystawienie parkanu z drewna, pobranego na ten cel z okolicznych lasów. Zobowiązał również mieszczan do odbywania regularnej straży przeciwpożarowej obejmującej domostwa i zabudowania kościelne. Po śmierci założyciela miasta w 1685 właścicielem Komarowa (nazywanego również Kierdejową Wolą) został jego syn Władysław Antoni Kierdej. W dniu 20 VII 1682 potwierdził on przywilej nadany miastu przez ojca z jednoczesnym nakazem, skierowanym do mieszczan chrześcijan, jak i żydów, wystawienia zabudowań w okresie dwóch lat.
Od 1795 roku w zaborze austriackim, od 1807 roku w Księstwie Warszawskim, od 1815 roku w Królestwie Polskim. Postanowieniem namiestnika Królestwa Polskiego z dnia 26 lutego 1882 roku zmieniono Komarówkę na osadę wiejską. W 1709 r. erygowano tutaj parafię pw. Najświętszego Serca Pana Jezusa – uposażoną przez Katarzynę Rudominównę Dusiacką i jej syna Józefa Kierdeja – uposażenie polegało na nadaniu 3 ćwierci włóki wraz z trzema poddanymi. Pierwszy drewniany kościół spłonął w trakcie pożaru w dniu 11 V 1847, dzięki zabiegom ks. Juliana Kryńskiego i miejscowych parafian nową świątynię wybudowano w dziesięć lat później – istniała ona do ok. 1920 roku. W roku 1847 odnotowano w Komarówce tylko 56 osób wyznania rzymskokatolickiego (21 mężczyzn i 35 kobiet), którzy zamieszkiwali tylko 10 domów. Większość mieszkańców wyznawała religię greckokatolicką. W 1887 r. parafia została powiększona o wiernych z parafii Wohyń (władze carskie zamknęły tam kościół za pomoc unitom). Obecny kościół parafialny został wybudowany w latach 1909–1912 (w stylu neogotyckim).
Gminny Ośrodek Pomocy Społecznej w Komarówce Podlaskiej prowadzi Warsztaty Terapii Zajęciowej w Kolembrodach.